# Nymphaea mexicana
Nymphaea mexicana är en näckrosväxtart som beskrevs av Joseph Gerhard Zuccarini. Nymphaea mexicana ingår i släktet vita näckrosor, och familjen näckrosväxter. Inga underarter finns listade i Catalogue of Life.

## Bildgalleri

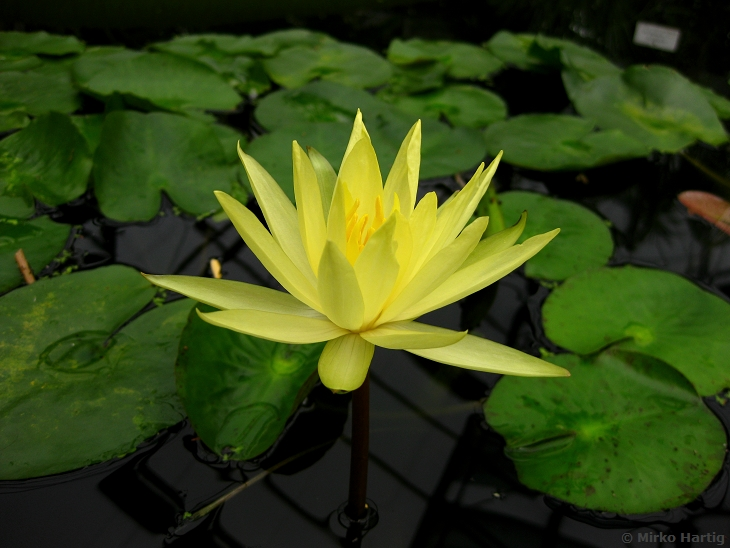
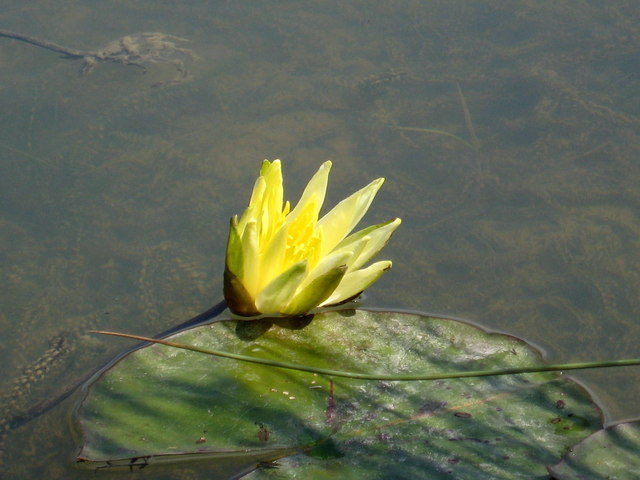
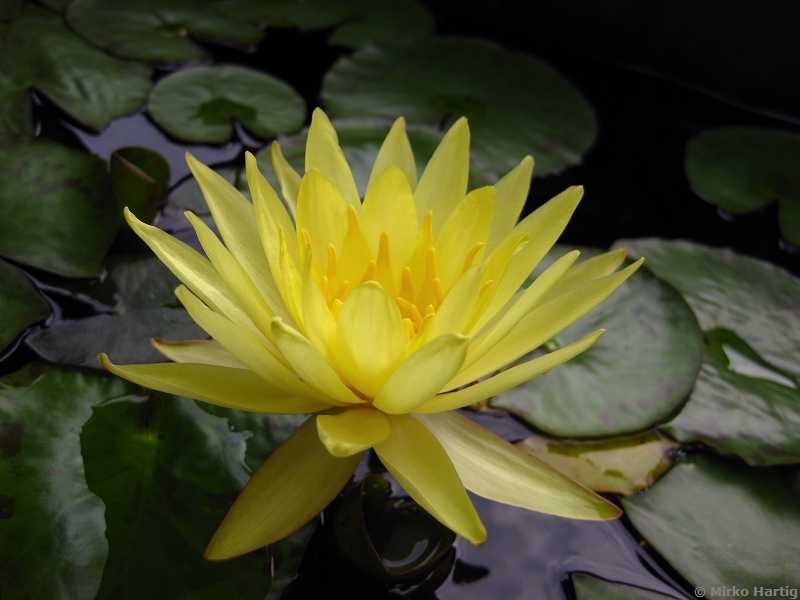